# Wenn Lucy springt
Wenn Lucy springt (Originaltitel: If Lucy Fell) ist eine US-amerikanische Filmkomödie aus dem Jahr 1996. Regie führte Eric Schaeffer, der auch das Drehbuch schrieb, eine der Hauptrollen übernahm und den Film mitproduzierte.

## Handlung
Der als Lehrer tätige Joe MacGonaughgill und die Psychotherapeutin Lucy Ackerman bewohnen gemeinsam eine Wohnung in Manhattan. Sie sprechen über einen Selbstmord durch einen Sprung von der Brooklyn Bridge, sollten sie bis zum 30. Lebensjahr keine feste Beziehung aufgebaut haben.
MacGonaughgill ist von der in der Nachbarschaft wohnenden Jane Lindquist fasziniert. Obwohl er völlig auf Sex mit einer anderen Frau verzichtet, macht er alle paar Monate einen HIV-Test und wartet auf die Traumfrau. Ackerman trifft sich gelegentlich mit dem Künstler Bwick Elias. MacGonaughgill lernt Lindquist näher kennen, stellt jedoch fest, dass sie doch nicht die richtige Frau für ihn ist. Am Ende werden MacGonaughgill und Ackerman ein Paar.

## Kritiken
James Berardinelli schrieb auf ReelViews, die romantische Komödie sei „enttäuschend trivial“; sie sei eher „anmaßend“ als romantisch und eher „dumm“ als witzig. Sie versuche „verzweifelt“, ähnliches Gefühl wie die Komödie Harry und Sally zu vermitteln – derer Charaktere jedoch, anders als hier, wie aus Fleisch und Blut wirken würden. Es gebe keine Chemie zwischen den Hauptdarstellern; die Schauspielerei sei „mittelmäßig“.
Das Lexikon des internationalen Films schrieb: „Eine romantische Komödie, die zu keiner plastischeren Darstellung der Lebensumstände ihrer Figuren findet und in einige konventionelle Handlungsmuster verfällt. Zugleich aber gelingen einige stimmige Dialoge, die die Verunsicherung der vorgestellten Generation andeuten.“

## Hintergründe
Der Film wurde in New York City gedreht. Er spielte in den Kinos der USA ca. 4,6 Millionen US-Dollar ein. In einigen Ländern wie Schweden und Portugal wurde er direkt auf Video veröffentlicht; in Frankreich wurde er zuerst im Fernsehen ausgestrahlt.